# Jens Gundahl Knudsen
Jens Gundahl Knudsen (født 24. januar 1876 i Tversted i Uggerby Sogn i Vendsyssel, død 28. april 1948 i Risskov) var en dansk bygningssnedker, entreprenør og deltager i Danmark-ekspeditionen 1906-1908.